# Yoshinogawa
Yoshinogawa (吉野川市 -shi) é uma cidade japonesa localizada na província de Tokushima.
Em 1 de Outubro de 2004 a cidade tinha uma população estimada em 47 218 habitantes e uma densidade populacional de 327 h/km². Tem uma área total de 144,19 km².
Recebeu o estatuto de cidade a 1 de Outubro de 2004.